# Emmanuel à Joseph à Dâvit
Emmanuel à Joseph à Dâvit est le cinquième roman de la femme de lettres canadienne Antonine Maillet.